# Kapitan Kloss (komiks)
Kapitan Kloss – nazwa serii polskich komiksów opartych na scenariuszu serialu Stawka większa niż życie, a także spektakli teatralnych i powieści pod tym samym tytułem. Głównym bohaterem komiksu jest Stanisław Moczulski (w serialu Kolicki) ps. „Janek”, agent radzieckiego i polskiego wywiadu o kryptonimie J-23 podszywający się pod niemieckiego kontrwywiadowcę Hansa Klossa.

## O serii
Pierwsze wydanie komiksu z serii „Kapitan Kloss” miało miejsce w latach 1971-1973, kilka lat po zakończeniu emisji serialu i Teatru Telewizji oraz po wydaniu powieści (wszystkie pod tytułem „Stawka większa niż życie”). Powstał on na zlecenie szwedzkie. Już w latach sześćdziesiątych Szwedzi zamawiali w Polsce, z myślą o swoim rynku komiksowym, produkcję popularnych albumów zwanych „Klassikerami”, których druk był tani i dla obu stron bardzo opłacalny. Była to jedna z prostych i łatwych metod na zdobycie dewiz, których PRL bardzo potrzebowała.
Komiks opowiada dzieje Staszka Moczulskiego, młodego Polaka z Kościerzyny (Pomorze), który ze względu na swoje łudzące podobieństwo do Hansa Klossa, zdekonspirowanego agenta Abwehry zostaje zwerbowany do współpracy z wywiadem radzieckim (później pracuje także dla Oddziału II Informacyjnego Gwardii i Armii Ludowej). Podstawiony pod Klossa Moczulski resztę wojny przebywa na tyłach frontu zdobywając od wroga cenne informacje oraz wspierając ruchy oporu.

## Numery
1. Agent J-23
2. Wsypa
3. Ostatnia szansa
4. Kuzynka Edyta
5. Ściśle tajne
6. Hasło
7. Spotkanie z Ingrid
8. Café Rosé
9. Wyrok
10. Kurierka z Londynu
11. Partia domina
12. Noc w szpitalu
13. Podwójny nelson
14. Żelazny krzyż
15. Tajemnica profesora Riedla
16. Spotkanie na zamku
17. Akcja „Liść Dębu”
18. Oblężenie
19. Gruppenführer Wolf
20. W ostatniej chwili

Lista odcinków serii komiksowej nie pokrywa się ściśle z serialem Stawka większa niż życie. Zeszytów komiksowych jest więcej niż odcinków serialu (patrz: „Noc w szpitalu”, „Kurierka z Londynu”, „W ostatniej chwili”, „Partia domina”, „Tajemnica prof. Riedla”), inna jest ich kolejność oraz niektóre szczegóły akcji (np. w „Żelaznym Krzyżu” hrabia Edwin Wąsowski ginie w wersji komiksowej, w serialu zostaje uratowany, w zeszycie "Ostatnia Szansa" przeciwnikiem Klossa jest Brunner, a w serialu, postać Brunnera zostaje zastąpiona przez Niemca o nazwisku Lothar). 
Z kolei istnieje kilka odcinków serialu, które nie wystąpiły w komiksie („Genialny plan pułkownika Krafta”, „Hotel Exelcior”, „Bez instrukcji”). W obu ostatnich tytułach można się jednak doszukać wątków z komiksów: „Partia domina” oraz „Tajemnica prof. Riedla”. Ponadto opowieści niesfilmowane znalazły się, oprócz przeniesienia na karty komiksu, także w wydaniu książkowym („Kurierka z Londynu”, „Noc w szpitalu”, „Partia domina”). Znalazły się tu również opowieści, których ani nie sfilmowano, ani nie umieszczono w komiksie: „Podwójna gra”, „Spiskowcy”).
Odcinki komiksów: „Noc w szpitalu”, „Kurierka z Londynu” oraz „Partia domina” nie pojawiają się w serialu, zrealizowano jednak ich odpowiedniki w Teatrze TV, także ze Stanisławem Mikulskim w roli Klossa. Jedyną opowieścią, która występuje tylko w komiksie (brak odpowiednika w serialu, książce oraz Teatrze TV), jest „W ostatniej chwili”.

## Wydania
- Wydanie I (1971–1973): wydawnictwo „Sport i Turystyka” (1971 – nr 1–5, 1972 – nr 6–11, 1973 – nr 12–20)
- Wydanie II (1983–1988): wydawnictwo „Sport i Turystyka” (1983 – nr 1–3, 1986 – nr 4–8, 1987 – nr 9–12, 1988 – nr 13–20)
- Wydanie III (2001–2002): wydawnictwo „Muza S.A.” (2001 – nr 1–9, 2002 – nr 10–20)
- Wydanie IV (2007): wydawnictwo „Muza S.A.” i Media Express (dodatek do gazety „Super Express”)
- Wydanie V – niepełne (2011): wydawnictwo „Hachette Polska” i „Muza S.A.” (edycja kolekcjonerska w twardych, lakierowanych okładkach; wiosną 2011 roku ukazało się jedynie sześć tomów)

Komiksy z serii „Kapitan Kloss” były wydawane także w Czechosłowacji, Czechach, Szwecji, Danii, Norwegii, Jugosławii i Finlandii.
W niewielkim nakładzie ukazały się również specjalne wydania wcześniej niepowstałych komiksów: „Genialny plan pułkownika Krafta” (2012), „Hotel Excelsior” (2018), „Bez instrukcji” (2019), „Parszywy listopad” (2019), „Oblężenie – cinema cut” (2019), „Wróg jest wszędzie” (2019), „Dworzec Keleti – godzina jedenasta” (2019), „Akcja Liść dębu – cinema cut” (2019) i „Czarny Wilk von Hubertus” (2019).
W kwietniu 2021 roku Muza S.A. ogłosiła wydanie w maju zbiorczego wydania wszystkich zeszytów. Wydanie zbiorcze opublikowało też w 2020 czeskie wydawnictwo Solvart.